# Deflettore (aeronautica)

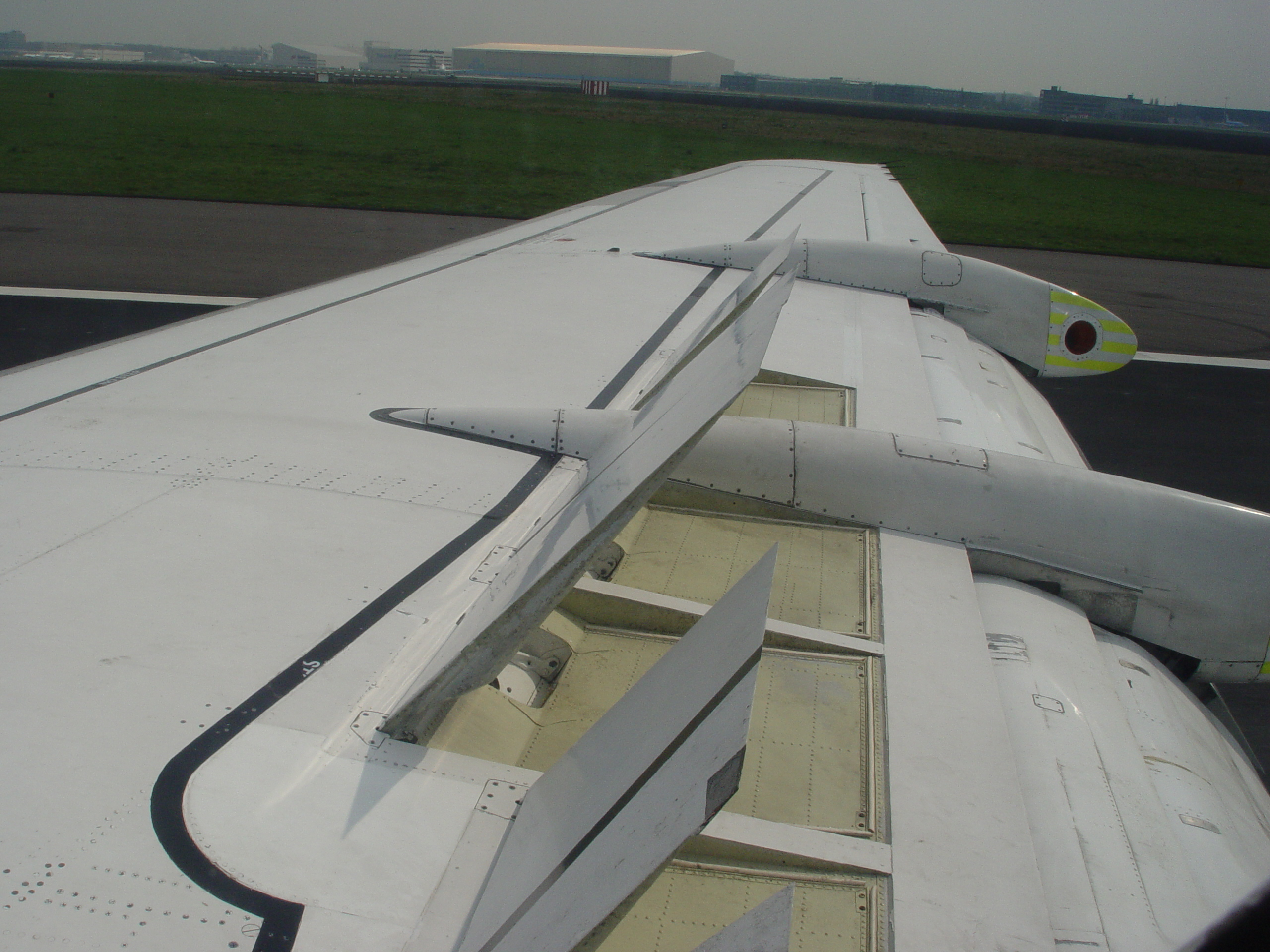
Ground spoiler in posizione estratta.

In aeronautica il deflettore o diruttore di flusso (o spoiler in inglese) è un piano mobile della superficie alare che, se aperto, modifica il profilo aerodinamico dell'ala aumentandone la resistenza aerodinamica e diminuendone la portanza.

## Funzione
Gli spoiler, a seconda della funzione per la quale sono stati progettati si dividono in tre categorie:
- Ground spoiler
- Roll spoiler
- Aerofreni (o, in inglese, speed brakes)

### Ground spoiler
La funzione degli spoiler che vengono aperti subito dopo l'atterraggio è quella di far perdere portanza alle ali, ottenendo di conseguenza una maggiore aderenza con il suolo. Quando il pilota attiva i ground spoiler, dei piani, solitamente sagomati sul dorso dell'ala ed incernierati anteriormente, si alzano staccando il flusso dal dorso alare. In questo modo la resistenza aerodinamica alare aumenta, mentre la portanza è diminuita.  La loro funzione è quella di migliorare l'aderenza delle ruote dei carrelli con il suolo mentre l'aeroplano rallenta la sua corsa. La forza d'attrito tra i carrelli e la pista (da cui dipende la capacità frenante delle ruote) è infatti proporzionale al peso del velivolo che grava sui carrelli stessi, risultante della differenza tra forza peso (diretta verso il basso) e portanza (sempre perpendicolare al piano alare, con verso opposto alla forza peso qualora l'aeromobile si trovasse a terra o in condizioni di volo normale); perciò più bassa è la portanza, migliore è l'aderenza delle ruote con il terreno e quindi l'efficienza dell'impianto frenante. Anche la resistenza addizionale contribuisce a rallentare la corsa.

### Roll spoiler
Si possono usare gli spoiler anche disaccoppiati per ottenere un rollio meno oneroso per la resistenza strutturale delle ali. I grandi velivoli infatti usano ali di maggiore larghezza e l'azionamento degli alettoni a velocità elevate potrebbe comportare momenti tali da generare nell'ala sforzi torsionali eccessivi o un fenomeno di aeroelasticità statica quale l'inversione dei comandi. Su questi aerei quando si compie una rollata a velocità elevate, supponiamo verso destra, automaticamente si alzerà lo spoiler di destra, diminuendo la portanza solo su quella semiala, che quindi tenderà ad abbassarsi. Inoltre la sua resistenza risulterà aumentata e l'aereo tenderà ad imbardare verso destra. Sui moderni velivoli da trasporto, questa imbardata è generalmente corretta in maniera automatica da un opportuno movimento del timone comandato dall'autopilota.

### Diruttori
I diruttori sono usati in volo come aerofreni, aumentando la resistenza aerodinamica e diminuendo la portanza. In questo modo il velivolo può perdere quota senza aumentare la velocità o perdere velocità senza variare la quota.

#### Il diruttore nell'aliante
Anche nell'aliante i diruttori hanno la funzione di peggiorare le caratteristiche aerodinamiche del velivolo: avendo gli alianti, quelli moderni in particolare, rapporti di planata elevatissimi (l'efficienza, spesso superiore a 40) si ha l'esigenza, in alcune fasi del volo, ad esempio il finale che precede l'atterraggio, di peggiorare queste caratteristiche. Sono quindi utilizzati quando bisogna "scendere rapidamente", senza poter però variare l'assetto, cosa che porterebbe a variazioni di velocità.
Durante il volo non influiscono sulle prestazioni, ma all'occorrenza, fuoriescono dalla parte superiore delle ali (e talvolta dalla parte inferiore), fungendo da "freno", facendo sì che la portanza scompaia nel tratto dell'ala interessato, e generando una notevole resistenza; questo non influisce sulla velocità e neanche sulla portanza totale (quella sviluppata da tutta la superficie alare), che diminuita inizialmente torna poi costante, si limita quindi a far crescere di molto la resistenza del profilo. Dato che l'efficienza è data dal rapporto tra portanza (P) e resistenza (R) secondo:
{\displaystyle E={\frac {P}{R}}}
aumentando R e mantenendo P costante, E diminuisce, il risultato è una traiettoria molto più inclinata, ma senza variazioni di pendenza dell'aerodina.
Sono comandati da una leva, posta sulla sinistra dell'abitacolo e di colore blu (standard aeronautico), che se tirata sblocca e poi aziona i diruttori. La loro escursione è regolabile.
Generalmente tirando il comando a fondo corsa si agisce sui freni del carrello (dipende dal modello d'aliante); esistono particolari modelli integrati nei flap; anche se in disuso alcuni alianti montano piccoli paracadute, posti in coda, estendibili con la stessa funzione, non possono però essere regolati o ripiegati in volo, sono perciò "monouso" e azionarli nel momento sbagliato obbliga il pilota a doverli sganciare.